# Süderdeich
Süderdeich ist eine Gemeinde im Kreis Dithmarschen in Schleswig-Holstein. Bojekammer liegt im Gemeindegebiet.

## Geschichte

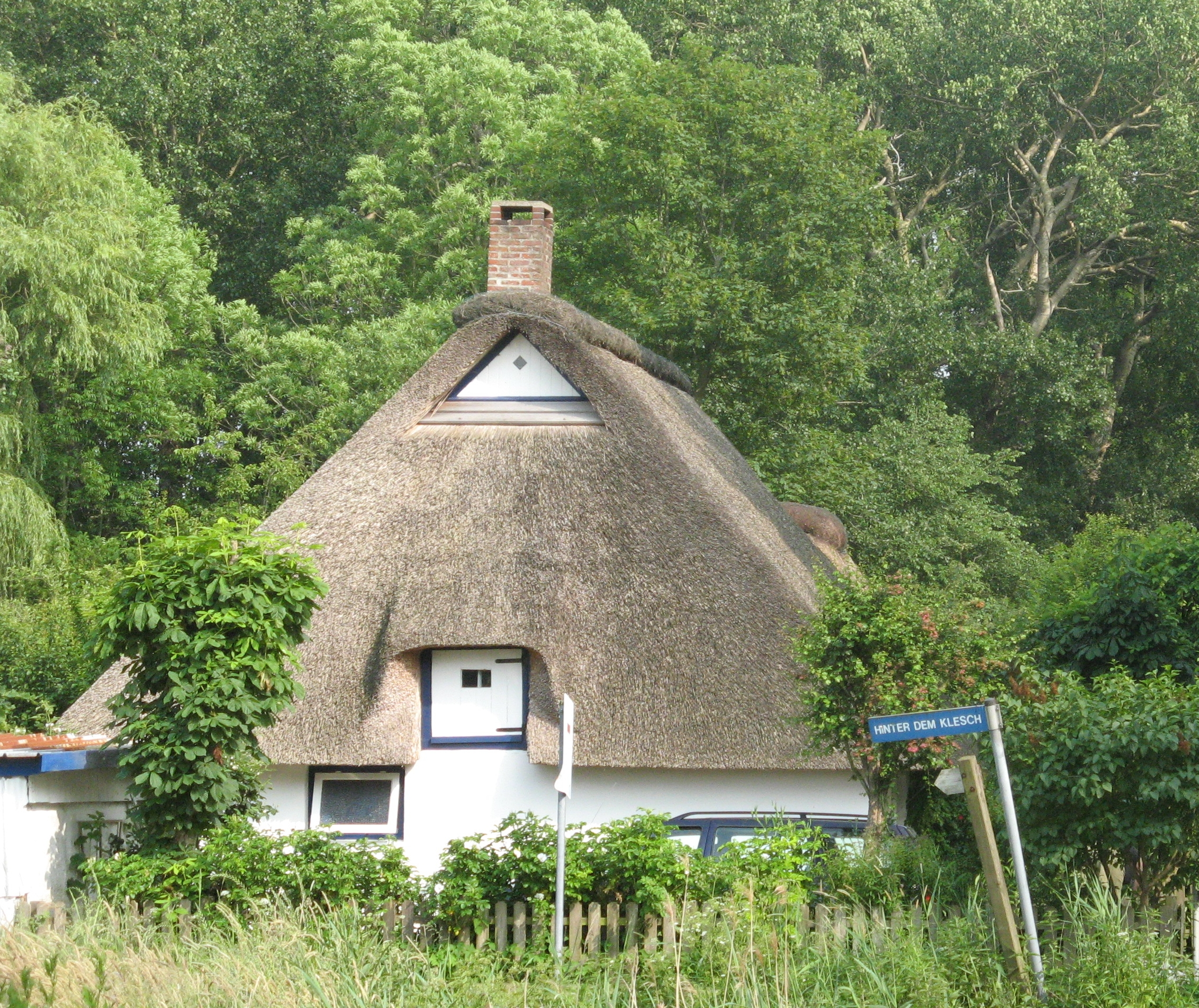
Eines von 24 Reetdachhäusern in der – für Marschverhältnisse – baumreichen Gemeinde

Am 1. April 1934 wurde die Kirchspielslandgemeinde Wesselburen aufgelöst. Alle ihre Dörfer und Bauerschaften wurden zu politischen Gemeinden, so auch Süderdeich. Der Ort hatte damals 420 Einwohner. Süderdeich liegt direkt südlich am Wesselburener Ortsausgang, die beiden Gemeinden gehen ineinander über.

## Politik

### Gemeindevertretung
Bei der Kommunalwahl am 14. Mai 2023 wurden insgesamt neun Sitze vergeben. Diese fielen erneut alle an die Allgemeine Wählergemeinschaft Süderdeich. Die Wahlbeteiligung betrug 53,0 %.

### Wappen
Blasonierung: „In Gold ein sichelförmig gebogener mit zwei nach oben weisenden Blättern rechts und in einem aufrechtweisenden Blatt endender grüner Zweig, daneben ein kleiner schwebender schwarzer Sparren, darunter ein kleines schwarzes Wagenrad.“
Der Sparren stellt symbolisch ein Reetdach dar; in der Gemeinde sind 24 Reetdachhäuser erhalten. Auch die alten Bauernhöfe sind in der Mehrzahl mit Reet eingedeckt bzw. waren in der Vergangenheit reetgedeckt. Das Wagenrad stellt als Symbol den Bezug zur landwirtschaftlichen Prägung der Gemeinde Süderdeich her. Der grüne Zweig gilt als Symbol für die Natur, Süderdeich ist ein „grünes“ Dorf in der Nordermarsch mit sehr viel Baumbestand und das baumreichste Dorf in der Nordermarsch.

## Verkehr
Der Ort hat einen Bedarfshaltepunkt an der Bahnstrecke Heide–Büsum.